# Irak na Letnich Igrzyskach Olimpijskich 1948
Irak na Letnich Igrzyskach Olimpijskich 1948 reprezentowało 11 zawodników – tylko mężczyźni.

## Koszykówka
- Jalil Hashim, Kanaan Awni, Kadir Irfan, Ali Salman, Salih Faraj, George Hanna, Hamid Ahmed, Wadud Khalil, Mahdi Salman, Yonan Emile
  - drużynowo - 22. miejsce

## Lekkoatletyka
- Ali Salman
  - bieg na 100 m - odpadł w eliminacjach
  - bieg na 200 m - odpadł w eliminacjach

- Labib Hasso
  - bieg na 400 m - odpadł w eliminacjach